# Itáliai humanisták listája
| Ábécé szerinti tartalomjegyzék                                                                           |
| --- |
| A, Á B C Cs D Dz Dzs E, É F G Gy H I, Í J K L Ly M N Ny O, Ó Ö, Ő P Q R S Sz T Ty U, Ú Ü, Ű V W X Y Z Zs |

Ez a lista az itáliai olasz humanista tudósok névsora betűrend szerinti sorrendben:

## A
- Jacopo Ammanati (1422-1479)
- Romolo Amaseo (1489-1552)
- Giovanni Aurispa (1376-1459)

## B
- Girolamo Balbi (Hieronymus Balbus) (Velence, 1450 - Gurk, 1535)
- Francesco Bandini (megh. 1490 k.)
- Ermolao Barbaro névváltozat: Almorò Barbaro, (Hermolaus Barbarus) (Velence, 1453/1454 – Róma, 1493. május 21.)
- Francesco Barbaro (Velence, 1390- Velence, 1454)
- Pietro Barozzi (Velence, 1441 - Padova, 1507)
- Gabriele Barrio (Francica - Francica)
- Pietro Bembo (Velence, 1470. május 20. – Róma, 1547. január 18.)
- Filippo Beroaldo id. (1453-?)
- Giuseppe Betussi (Bassano del Grappa, 1512 - Velence, 1573)
- Giovanni Pierio Valeriano Bolzanio (Belluno, 1477 - Padova, 1558)
- Antonio Bonfini (Antonius Bonfinius) (Patrignone, 1427 – Buda, 1505)
- Poggio Bracciolini (Terranuova, 1380 - Firenze, 1459)
- Leonardo Bruni (Leonardo Aretino) (Arezzo, 1369 – Firenze, 1444. március 8.)
- Filippo Buonaccorsi (Callimacchus vagy Philippus Callimachus vagy Philippus Callimachus Experiens) (San Gimignano, 1437. május 2. – Krakkó, 1496. november 1.)

## C
- Giulio Camillo Delminio (Portogruaro, 1480 - Milánó, 1544)
- Pietro Carnesecchi (Firenze, 1508 - Róma, 1567)
- Paolo Cortese (1465-1520)
- Pandolfo Collenuccio (Pesaro, 1444 - Pesaro, 1504)
- Alessandro d'Alessandro (Nápoly, 1461 - Róma, 1523)

## F
- Marsilio Ficino (Figline, 1433. október 19. – Firenze, 1499. október 1.)
- Pier Giorgio Frassati (Torino, 1901 — 1925)

## G
- Agostino Giustiniani (1470-1536)
- Leonardo Giustiniani (Velence, 1388 - Velence, 1446)
- Battista Guarino (1435-1505), Guarino Veronese fia

## L
- Giovanni Lamola (1409-1479)
- Cristoforo Landino (Firenze, 1424 - Arezzo, 1498)

## M
- Aldo Manuzio (Velence, 1449-Velence, 1515.)
- Paulo Manuzio (1512-1574)
- Ugolino Martelli (Firenze, 1519 - Empoli, 1592)
- Galeotto Marzio (Narni, 1427 - Csehország, 1497 körül)
- Antonio Minturno (Traetto, 1500 - Crotone, 1574)

## N
- Mario Nizolio (Brescello, 1488 - Sabbioneta, 1567)

## P
- Matteo Palmieri (Firenze, 1406 - Firenze, 1475)
- Giovanni Pico della Mirandola (Mirandola, 1463 - Firenze, 1494)
- Angelo Poliziano (1454-1494)
- Giovanni Gioviano Pontano (1426-1503)

## R
- Antonio Riccoboni (Rovigo, 1541 - Padova, 1599)
- Gian Giorgio Trissino (Vicenza, 1478 - Róma, 1550)

## S
- Tito Vespasiano Strozza (1425-1505)

## U
- Taddeo Ugoletti (15. század)

## V
- Lorenzo Valla (Róma, 1405 - Róma, 1457)
- Guarino Veronese vagy Guarino da Verona (továbbá: Guarino Guarini; Guarino Guarini da Verona) írói név, családneve: Giovanni Battista Guarino (Verona, 1374 - Ferrara, 1460. december 4.)
- Vittorino da Feltre (1378-1446)
- Oddone Eugenio Maria di Savoia (Torino, 1846 - Genova, 1866)